# Карнлох
Ка̀рнлох (на ирландски: Carnlach; на английски: Carnlough) е село в североизточната част на Северна Ирландия. Разположен е на брега на Ирландско море в район Ларн на графство Антрим на около 40 km северно от столицата Белфаст. Има малко пристанище. Населението му е 1512 жители по данни от преброяването през 2011 г.